# 中野浩一のフリートーク
『中野浩一のフリートーク』（なかのこういちのフリートーク）は、JRN系列3局で1997年4月から毎週土曜日に放送されているTBSラジオ制作のトーク・競輪情報番組。元・競輪選手（スポーツジャーナリスト）の中野浩一による冠番組で、JKA（放送上の名義は「KEIRIN」、旧・日本自転車振興会）が単独で提供している。

## 概要
スポーツの話題を中心に、中野が森羅万象についてのトークを展開する収録番組で、TBSラジオが1994年10月から2年半にわたって放送していた『中野浩一のスーパートーク』の後継番組。開始から1年間は中野が単独で進行していたが、1998年4月以降は、TBS→TBSテレビの女性アナウンサーがアシスタントを代々務めている。
競輪の重賞レースを控えている週には、中野がレースの展望や見どころを解説。それ以外の週には、現役の競輪選手や、世界レベルでの活躍が期待されるアスリートなどをゲストに迎える。なお、ゲストを迎える場合には、2週にわたってインタビューを放送することが多い。
なお、エンディングの間際では、日本自転車振興会からの情報を「サイクルインフォメーション」として紹介している。このコーナーは、同振興会が以前提供していた『サイクル・コンフィデンシャル』→『競輪トピックス』（アール・エフ・ラジオ日本の制作でラジオ関西でも放送）から引き続き放送されていて、2018年7月14日以降の放送回ではアシスタントが伝えている。

## 出演者

### パーソナリティ
- 中野浩一（元競輪選手）

### アシスタント
いずれも、出演の時点ではTBS→TBSテレビのアナウンサー。

#### 現在
- 南後杏子（2025年4月5日 - ）

#### 過去
- 木村郁美（1998年4月 - 2018年7月7日）
- 山形純菜（2018年7月14日 - 2025年3月29日）
- 吉村恵里子（2023年10月28日） - 山形の休演に伴って代行

## 放送時間
- 東京・TBSラジオ　土曜12:45 - 13:00（2021年4月から）
  - 開始から2001年3月までは16:00 - 16:15に、2001年4月から2013年3月30日までは17:15 - 17:30、2013年4月から2021年3月27日までは17:00 - 17:15にそれぞれ放送されていた。
- 名古屋・CBCラジオ　土曜16:45 - 17:00
  - 2008年4月から2010年3月までの2年間、『土曜天国 ぴかラジ』に内包されていた。
  - 『CBCドラゴンズサタデー』がデーゲームの際は、試合終了後に必ず放送。
- 大阪・ABCラジオ　土曜13:40 - 13:55（2025年4月から）
  - 2004年度までのプロ野球シーズンには、『近鉄バファローズアワー』枠で大阪近鉄バファローズのデーゲーム中継を放送する影響で、放送時間を変更したり放送を休止したりする週があった。また、2008年度までのプロ野球オフシーズンには、『大西ユカリのハッスル歌謡曲』に内包されていた。2009年4月以降は、阪神タイガースのデーゲーム中継の影響を受けない時間帯に、単独番組として放送枠を通年で固定している。
  - 毎年8月に編成している全国高校野球選手権大会中継の期間中は、中継を予定している試合の有無にかかわらずあらかじめ休止していて、振替放送も実施しない。